# NGC 4879
NGC 4879 é uma estrela na direção da constelação de Virgo. O objeto foi descoberto pelo astrônomo William Herschel em 1789, usando um telescópio refletor com abertura de 18,6 polegadas. 